# Pirates des Caraïbes : La Légende de Jack Sparrow
Pour les articles homonymes, voir Pirates des Caraïbes (homonymie).
Pirates des Caraïbes : La Légende de Jack Sparrow (Pirates of the Caribbean: The Legend of Jack Sparrow) est un jeu vidéo d'action développé par 7 Studios et édité par Bethesda Softworks en 2006 sur Windows et PlayStation 2.
Se déroulant entre La Malédiction du Black Pearl et Le Secret du coffre maudit (sans toutefois intégrer le canon officiel des films), ce jeu vidéo met en scène Jack Sparrow contraint de narrer ses aventures et tout particulièrement celles survenues au cours du premier film, quitte à y ajouter une dose d'humour et de fantaisie propre au personnage.

## Doublage français
- Bruno Choël : Jack Sparrow
- Denis Laustriat : Will Turner
- Sybille Tureau : Elizabeth Swann
- Patrick Floersheim : Hector Barbossa
- Jade Nguyen : Madame Tang
- Jean-Claude Sachot : le pirate capturé / Mallot
- Jacques Frantz : Joshamee Gibbs
- Enrique Fiestas : Don Carrera De La Vega
- Igor de Savitch : voix diverses
- Daniel Rivière : Scarlett / voix diverses
- Victor Costa : le magistrat de Nassau / voix diverses
- Régine Teyssot : voix diverses
- Gérard Surugue : le perroquet de M. Cotton / Marty le nain / voix diverses
- Vincent Grass : Black Smoke James / voix diverses
- Hervé Bellon : voix diverses
- Marc Alfos : Pequeño / voix diverses
- Diego Asensio : voix diverses
- Riton Carballido : Pintel / El Grange / voix diverses
- Philippe Peythieu : Stubb / voix diverses
- Jérémy Prévost : Ragetti / voix diverses
- Jean-Paul Pitolin : voix diverses
- Vincent Ropion : voix diverses
- Daniel Kamwa : Koehler
- Christiane Jean : voix diverse

## Accueil
- Jeuxvideo.com : 10/20 (PS2)[1] - 8/20 (PC)[2]